# 20037 Duke
20037 Duke è un asteroide areosecante. Scoperto nel 1992, presenta un'orbita caratterizzata da un semiasse maggiore pari a 1,8840035 UA e da un'eccentricità di 0,1207202, inclinata di 22,54495° rispetto all'eclittica.
Fa parte del gruppo degli asteroidi Hungaria.